# Idanthyrsus bicornis
Idanthyrsus bicornis är en ringmaskart som först beskrevs av Schmarda 1861.  Idanthyrsus bicornis ingår i släktet Idanthyrsus och familjen Sabellariidae. Inga underarter finns listade i Catalogue of Life.